# Copa vacía
«Copa vacía» es una canción de los cantantes colombianos Shakira y Manuel Turizo. Fue lanzada el 29 de junio de 2023 a través de Sony Music Latin, como el cuarto sencillo del duodécimo álbum de estudio del primero, Las mujeres ya no lloran (2024).

## Antecedentes y lanzamiento
Luego de que la cantante lanzara a principios de 2023 los éxitosos sencillos «Shakira: BZRP Music Sessions, Vol. 53» con Bizarrap y «TQG» con Karol G, Shakira había confirmado que tenía una canción con Manuel Turizo que estaba grabando titulada «Copa vacía» que lanzaría más adelante, aunque esto sucedió poco antes de que se lanzara la colaboración con Karol G «TQG» a mediados de febrero de 2023. Varias semanas después, también comenzaron a filtrarse imágenes del video musical. Comenzaron a publicarse algunas filtraciones de la canción y por eso comenzaron a circular rumores de que esta canción sería lanzada pronto y se esperaba que probablemente fuera lanzada en abril de ese mismo año, ya que Manuel Turizo cumple años en ese mes y por eso se creía que la canción iba a salir en ese mes. Sin embargo, la canción no fue lanzada este mes porque querían rechazarla por el momento debido a las filtraciones masivas de la canción.
Posteriormente, en mayo de ese mismo año, los planes se desecharon a favor del lanzamiento de su tema solista «Acróstico», que también tiene una versión a trío con sus hijos.
El 9 de junio de 2023, la cantante compartió una foto como sirena en sus redes sociales y en una publicación de  YouTube comparte la misma foto que dice "You want thingamabobs? I got twenty..." que en español significa "¿Quieres cositas? Tengo veinte...".
El 15 de junio de ese mismo año compartió un nuevo y otro adelanto de la parte de la canción en sus redes sociales a modo de video.
El 19 de junio, la cantante anunció en sus redes sociales el lanzamiento oficial de "Copa vacía" que se estrenaría el 29 de junio de 2023. En la publicación dice que “hicieron una película" refiriéndose al video musical.
El 28 de junio, justo un día antes de su lanzamiento, publica un adelanto del video de la canción, y en él se puede ver un día parcialmente soleado en un mar donde Manuel Turizo se sumerge en el agua y Shakira se encuentra nadando como sirena y se la lleva fuera del agua y se quedan en la orilla del mar. También en otra parte de ese video se puede ver a Shakira sirena atada tal como aparece en la portada.
La canción fue lanzada el 29 de junio de 2023.

## Video musical
El video musical se lanzó simultáneamente con el sencillo el 29 de junio de 2023. Unas horas antes de que se lanzara el video musical se programó como estreno. En el video podemos ver a Shakira vestida de sirena con cabello rosado. 

### Sinopsis
Al principio, se ve a Shakira tirada en la orilla de un mar lleno de basura y cantando. Más adelante, vemos a Turizo que se sumerge en el agua del mar y se encuentra una sirena (que es Shakira) y la saca del agua del mar y se la lleva a un refugio. A lo largo del video se ve a Turizo cantando sentado en un refugio junto a Shakira, quien la tiene en una pecera. Posteriormente, se puede ver a Shakira y Manuel Turizo cantando en una cueva. Al final del video, se ve a Shakira tal como aparece en la portada de la canción, vestida de sirena y atada de las manos.

## Posicionamiento en listas
| Lista (2023)                       | Mejor posición |
| ---------------------------------- | -------------- |
| Argentina (Argentina Hot 100)      | 36             |
| Argentina (Monitor Latino)         | 1              |
| Bolivia (Monitor Latino)           | 4              |
| Chile (Monitor Latino)             | 16             |
| Colombia (Billboard)               | 13             |
| Ecuador (Billboard)                | 19             |
| Ecuador (Monitor Latino)           | 5              |
| El Salvador (Monitor Latino)       | 6              |
| Global 200 (Billboard)             | 55             |
| Guatemala (Monitor Latino)         | 11             |
| Honduras (Monitor Latino)          | 12             |
| Países Bajos (Single Tip)          | 11             |
| Nicaragua (Monitor Latino)         | 1              |
| Panamá (Monitor Latino)            | 2              |
| Perú (Billboard)                   | 20             |
| Puerto Rico (Monitor Latino)       | 14             |
| España (Top 100 Canciones)         | 16             |
| Suiza (Schweizer Hitparade)        | 100            |
| Uruguay (Monitor Latino)           | 6              |
| Estados Unidos (Hot Latin Songs)   | 31             |
| Estados Unidos (Latin Pop Airplay) | 6              |
| Venezuela (Record Report)          | 33             |